# Márta Gulyás
Márta Gulyás (* 1953 in Gyula) ist eine ungarische Konzertpianistin und Professorin für Klavier und Kammermusik.

## Biografie
Márta Gulyás studierte Klavier an der Franz-Liszt-Musik-Universität in Budapest bei Erzsébet Tusa und István Lantos. Im Jahre 1976 erwarb sie dort das künstlerische und das pädagogische Diplom. Danach absolvierte sie ein Post-Graduate Programm auf dem Tschaikowski-Konservatorium in Moskau bei Professor Dmitri Bashkirow. 2001 habilitierte sie an der Franz-Liszt-Universität und erhielt den Titel eines Habilitierten Magisters.
Seitdem unterrichtet sie Klavier und Kammermusik an der Franz-Liszt-Universität, zuerst als assistierender und später als assoziierter und Honorar-Professor. Seit 1991 ist sie auch Gastprofessor an der "Escuela Superior Reina Sofia" in Madrid, Spanien.
Neben zahlreichen Konzerten in Ungarn konzertierte Márta Gulyás auch in den meisten Ländern Europas und in den Vereinigten Staaten, sowie im nahen und fernen Osten, nämlich in Japan, Kazakhstan, Zypern, Israel und Syrien. In der jüngeren Vergangenheit verlegte sie ihren Schwerpunkt auf Kammermusik. Sie gab und gibt weiterhin Meisterkurse in zahlreichen Ländern.
Márta Gulyás ist künstlerische Leiterin des internationalen Treffens der Musik zusammen mit der Akademie von Santander. 
Márta Gulyás ist mehrmaliges Mitglied der Jury der Klavier- und Kammermusikwettbewerbe in Spanien. Sie gab wiederholt Interviews in Rundfunk und Fernsehen.
Márta Gulyás spricht Ungarisch, Russisch, Deutsch, Englisch und auch Französisch, Spanisch und Italienisch.

## Preise und Auszeichnungen
- MIDEM Preis für Bartóks Frühe Kammermusik (mit Vilmos Szabadi)
- Ungarischer Kulturpreis 1985
- Franz Liszt Preis 1998
- Ehren-Medaille aus der Hand von Königin Sofia von Spanien 2014 und 2018
- Leó Weiner Gedächtnis Preis 2017[1][2]
- Ungarischer Verdienstorden 2018
- Medaille der Stiftung Albeniz 2024

## Aufnahmen
CD-Aufnahmen für Hungaroton (Ungarn). Zahlreiche Aufnahmen mit dem Ungarischen Radio, BBC, Bayerischem Rundfunk, NDR, WDR, Finnischen Radio, Radio France und Radio Orpheo (Moskau).